# Иодид галлия(I)
Иодид галлия(I) — неорганическое соединение, 
соль галлия и иодистоводородной кислоты с формулой GaI,
серо-зелёные кристаллы.

## Получение
- Реакция иода и галлия:

{\displaystyle {\mathsf {2Ga+I_{2}\ {\xrightarrow {98^{o}C}}\ 2GaI}}}

## Физические свойства
Иодид галлия(I) образует серо-зелёные кристаллы. 

## Химические свойства
- Диспропорционирует при нагревании:

{\displaystyle {\mathsf {3GaI\ {\xrightarrow {270^{o}C}}\ GaI_{3}+2Ga}}}